# Mattias Bjärnemalm
Mattias Bjärnemalm, född 3 april 1979 i Slottsstadens församling, Malmöhus län, är en svensk politiker (piratpartist).

## Biografi
Bjärnemalm arbetar som politiskt sakkunnig i nätpolitik för Gruppen De gröna/Europeiska fria alliansen i Europaparlamentet. Han arbetade tidigare 2009-2014 som kanslichef för Piratpartiets EU-parlamentariker Amelia Andersdotter, och satt fram till 2013 som ledamot i Piratpartiets styrelse. Våren 2016 utsågs han till vice partiledare under Magnus Andersson. Under januari 2019 annonserade Mattias att han kommer att kandidera i EU-valet 2019 för Piratpartiet, den 20 januari 2019 valdes han som partiets förstanamn.  
Bjärnemalm blev år 2006 Ung Pirats första förbundssekreterare, efter att han varit med och grundat förbundet. Han har också varit verksam i Piratstudenterna i Uppsala, och var 2007-2008 vice ordförande med studiesocialt ansvar vid Uppsala studentkår.
Bjärnemalm slutade som förbundssekreterare för Ung Pirat 2009, då Piratpartiet blev invalda i EU-parlamentet. Bjärnemalm var då tredje namnet på listan, och när endast två ledamöter valdes in anställdes han som kanslichef för det andra namnet på listan, Amelia Andersdotter. Andersdotter började sitt arbete i Bryssel först 2011, som del av ett tillägg i Lissabonfördraget, men Bjärnemalm arbetade redan 2009 med förberedelser innan hans första officiella arbetsvecka 2011. Efter att Andersdotters mandatperiod gick ut 2014 anställdes han av Gruppen De gröna/Europeiska fria alliansen som politisk sakkunnig för nätpolitik.
Mattias Bjärnemalm kandiderade på Piratpartiets lista (plats 2) till EU-valet 2024.